# Mens sana in corpore sano
Mens sana in corpore sano ("zdrav duh u zdravom tijelu", ili — prema jednoj hrvatskoj pop-pjesmi — "u zdravom tijelu zdravi duh") jest latinska poslovica koja potječe iz pjesme rimskoga pjesnika Juvenala (Satira X, stih 356).
Danas se poslovica najčešće shvaća kao uputa za očuvanje zdravlja: "ako tijelo bude zdravo, bit će zdrav i duh", te se povezuje s grčkim načelom kalokagatije.
No, izvorni Juvenalov stih u cijelosti glasi:

Orandum est ut sit mens sana in corpore sano
"Treba se moliti za zdrav duh u zdravom tijelu"

Juvenal govori o odnosu prema bogovima; zdrav duh i zdravo tijelo jedino su što ima smisla tražiti od viših sila.